# الدوري الشمالي لكرة القدم 1961–62
الدوري الشمالي لكرة القدم 1961–62 (بالإنجليزية: 1961–62 Northern Football League)‏ هو موسم من الدوري الشمالي لكرة القدم ‏. فاز فيه Stanley United F.C. ‏.